# Solasteractis macropoda
Solasteractis macropoda is een Cerianthariasoort uit de familie van de Cerianthidae. De wetenschappelijke naam van de soort is voor het eerst geldig gepubliceerd in 1897 door Van Beneden.